# جيمس ميتشيل (سياسي كندي)
جيمس ميتشيل هو محامي وسياسي كندي، ولد في 16 مارس 1843 في كندا، وتوفي في 15 ديسمبر 1897 في كندا. حزبياً، نشط في الجمعية الليبرالية لنيو برونزويك ‏. وقد انتخب عضو الجمعية التشريعية لنيو برونزويك ‏ (14 يونيو 1882 – 15 ديسمبر 1897) وانتخب Premier of New Brunswick ‏ (17 يوليو 1896 – 29 أكتوبر 1897).